# 私たちはどこに行くの?
『私たちはどこに行くの?』（アラビア語: وهلأ لوين؟）は、ナディーン・ラバキー監督による2011年のレバノンの映画である。第64回カンヌ国際映画祭のある視点部門でプレミア上映された。第84回アカデミー賞外国語映画賞にレバノン代表作として出品されたが、落選した。また第36回トロント国際映画祭では観客賞を獲得した。世界興行収入は2100万ドルに達しており、レバノン映画及びアラブ映画としては同じくラバキーが監督した『存在のない子供たち』（2018年）に抜かれるまで最大のヒット作であった。

## キャスト
- ナディーン・ラバキー
- レイラ・ハキム
- クロード・バズ・ムソーバー
- アントワネット・エル＝ノウフェリー

## 公開
プレミア上映は第64回カンヌ国際映画祭のある視点で行われた。フランスでは2011年9月14日、レバノン、シリア、ヨルダンでは2011年9月22日に公開された。日本では2017年にイスラーム映画祭2で上映された。

## 受賞とノミネート
| 映画祭・賞                       | 部門                        | 候補                                   | 結果       | 参照          |
| -------------------------------- | --------------------------- | -------------------------------------- | ---------- | ------------- |
| カンヌ国際映画祭                 | ある視点賞                  | ナディーン・ラバキー                   | ノミネート |               |
| カンヌ国際映画祭                 | エキュメニカル審査員特別賞  | ナディーン・ラバキー                   | 受賞       | [ 12 ] [ 13 ] |
| カンヌ国際映画祭                 | フランソワ・シャレ賞        | ナディーン・ラバキー                   | 受賞       |               |
| トロント国際映画祭               | 観客賞                      | ナディーン・ラバキー                   | 受賞       |               |
| サン・セバスティアン国際映画祭   | 観客賞 (ヨーロッパ映画部門) | ナディーン・ラバキー、バッサム・ハビブ | 受賞       | [ 14 ]        |
| クリティクス・チョイス・アワード | 外国語映画賞                | 『私たちはどこに行くの?』              | ノミネート | [ 15 ]        |